# 狗的斷尾

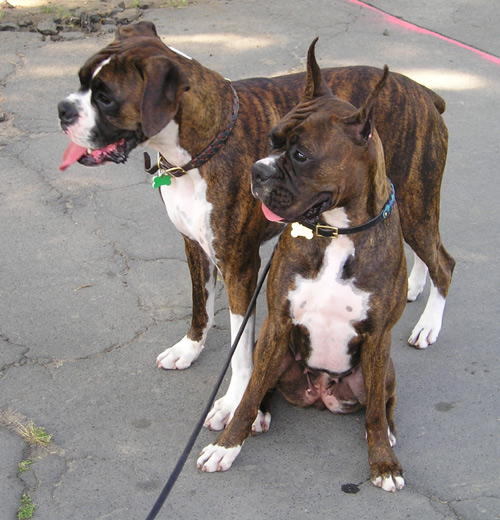
被斷尾的拳師犬。前面的狗也被剪了耳朵。

狗的斷尾是指移除狗的尾巴的一部分。斷尾和剪尾通常用於指尾巴的移除，而剪耳用於指耳朵的修剪。斷尾有兩種方法。第一種方法是用橡膠結紮線幾天直到尾巴自行脫落。第二種方法是用手術剪刀或手術刀切斷尾巴。 斷尾的長度因品種而異，通常在品種標準中規定。
在許多國家，斷尾是非法的或受限制的。一些狗品種有自然短尾基因表現，這些看起來類似於斷尾的狗，但其實是自然發生的表型。

## 歷史

### 目的
歷史上，斷尾被認為可以預防狂犬病、強化背部、增加動物的速度，並防止在捕鼠、鬥犬和誘餌時受傷。現代斷尾主要是出於預防、治療、審美目的，或為了防止受傷。對於在野外工作的狗，例如一些獵犬、牧羊犬或梗犬，尾巴可能會收集刺果和狐狸尾草，引起疼痛和感染，尾巴的擺動也可能在穿越密集灌木或樹叢時受到擦傷或其他傷害。尾巴的骨頭也可能在野外被拉扯或撞擊而骨折，造成脊椎損傷。

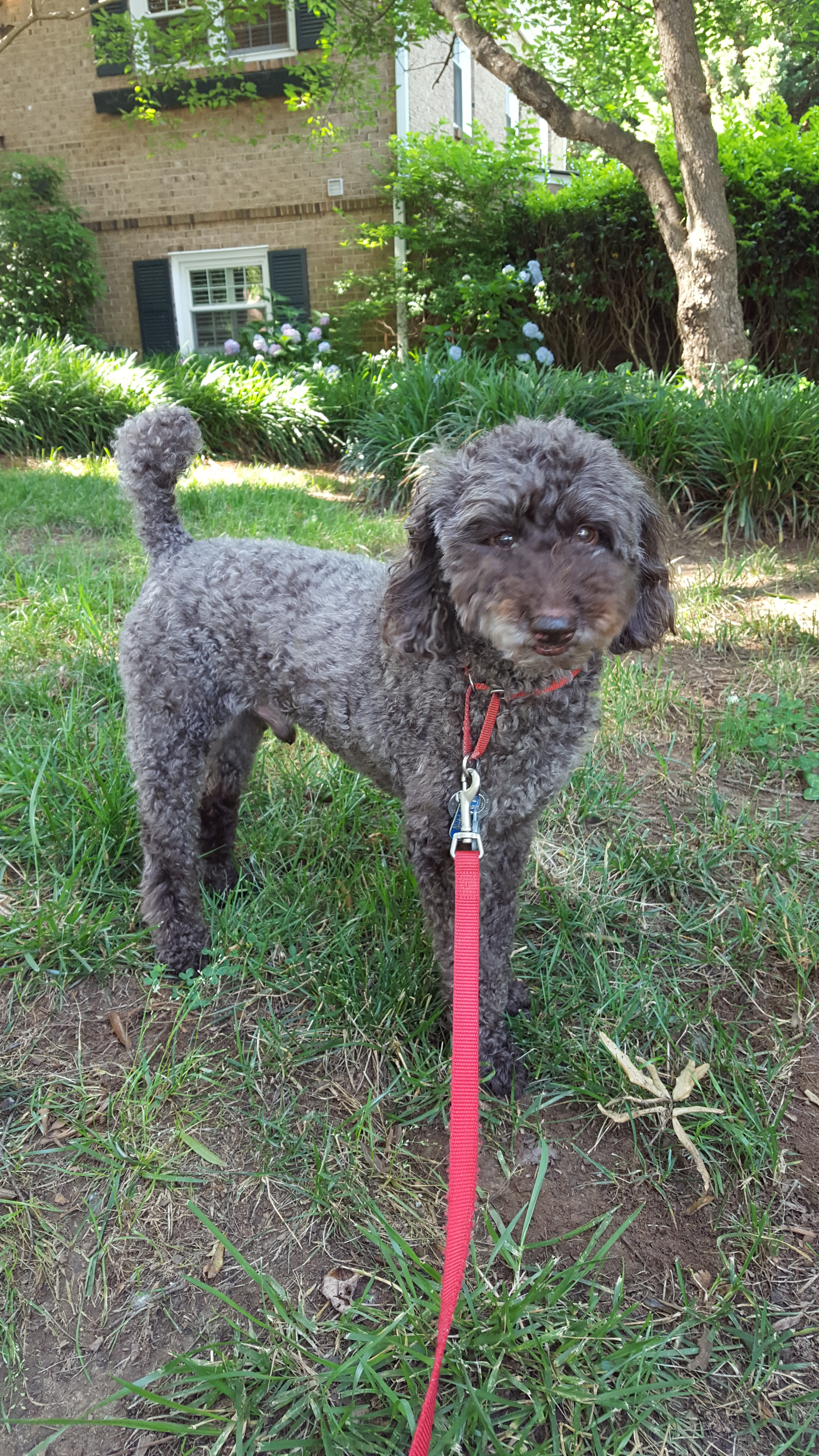
貴賓犬的尾巴常因審美原因斷尾。

### 現代斷尾
10到14天以下的小狗的斷尾通常由飼養員和獸醫在無麻醉的情況下進行。一些工作犬的尾巴被斷尾是為了防止受傷或感染，而一些通常用於護衛工作的較大型犬隻（不包括巡邏工作，巡邏工作中有處理員提供輔助）可能被斷尾以防止在戰鬥中尾巴被抓住。這在羅威納犬、杜賓犬、班多犬、坎高梗、波爾多犬等中最常見。

### 批評
羅伯特·萬斯伯勒在1996年的一篇論文中發現斷尾在多方面使狗處於劣勢。首先，狗用尾巴與其他狗（以及人）交流；沒有尾巴的狗在表達恐懼、謹慎、攻擊、玩耍等情緒時可能會顯著受限。2007年，利弗和雷姆琴發現，較長的尾巴在「傳達不同的種內信號，如尾巴運動提供的信號」方面比短尾巴更有效。

## 法律地位
今天，許多國家禁止剪耳和斷尾，因為它們被認為是不必要的、痛苦的、殘忍的或殘害。在歐洲，剪耳在所有簽署了歐洲保護寵物動物公約的國家都是被禁止的。一些簽署了公約的國家對斷尾做了例外處理。

## 另見
- 去喙
- 剪冠 (家禽)
- 去爪
- 剪耳
- 自然短尾

## 外部連結

### 科學研究
- Reimchen; Leaver. . Behaviour. 1 January 2008, 145 (3): 377–390. doi:10.1163/156853908783402894.
- Artelle, K. A.; Dumoulin, L. K.; Reimchen, T. E. . Laterality: Asymmetries of Body, Brain and Cognition. March 2011, 16 (2): 129–135. PMID 20087813. S2CID 18492691. doi:10.1080/13576500903386700.

### 支持斷尾的組織
- Association for the Preservation of Purebred Dogs （页面存档备份，存于）
- The Council for Dock Breeds （页面存档备份，存于）
- BC Cropping Coalition

### 反對斷尾的組織
- Anti-Docking Alliance – A.D.A.
- National Pet Advocacy and Welfare Society - NPAWS